# Slaget vid Menorca
Slaget vid Menorca den 20 maj 1756, var ett sjöslag som Frankrike vann över Storbritannien. Slaget markerade början på sjuårskriget i Europa. Kort tid efter att Storbritannien förklarat krig mot Huset Bourbon möttes deras  örlogsflottor i Medelhavet utanför ön Menorca.
Den brittiska förlusten ledde till att den brittiske befälhavaren amiral John Byng ställdes inför militärdomstol och avrättades för "oförmåga att göra sitt yttersta" för att häva belägringen av den brittiska garnisonen på Menorca. 

## Bakgrund
Fransmännen hade hotat den brittiska garnisonen på Menorca, som hade hamnat under brittisk kontroll under spanska tronföljdskriget år 1708. Storbritannien och Frankrike hade tidigare krigat i kolonierna i Nya världen 1754 (fransk-indianska kriget) med mindre bra resultat för Storbritannien som nu ville fokusera på försvaret närmare hemlandet. Man var orolig över att fransmännen möjligtvis planerade en invasion av Storbritannien (som de tidigare gjort under österrikiska tronföljdskriget några år tidigare genom att stötta den jakobitiske pretendenten). 
Ett franskt angrepp på Menorca var väntat och de brittiska myndigheterna skickade tio linjeskepp från Gibraltar för att försvara ön under befäl av John Byng (då viceamiral, men han blev snabbt upphöjd till amiral för denna uppgift). Trots det faktum att man kände till att franska flottans styrka låg i Toulon och väntade på invasionen av Menorca, var samtliga av Byngs skepp i dåligt skick och underbemannade. 

## Upptakt
Byngs flotta förstärktes av skepp som lyckades ta sig från Menorca, men efter att ha kommit fram till ön den 19 maj upptäckte han att de franska trupperna redan hade invaderat ön och att endast den brittiska garnisonen i Fort St. Philip (Port Mahon) stod emot fransmännen. Byngs order var att undsätta garnisonen, men en fransk eskader på tolv linjeskepp och fem fregatter kom  emellan dem på eftermiddagen. De två flottorna positionerade sig för slaget som följde morgonen därpå. 

## Slaget
Byng mötte tolv franska linjeskepp och satte sina tolv största skepp längs en enkel stridslinje och gick mot de sista skeppen i den franska linjen på lovartsidan parallellt med den franska linjen. Han beordrade sedan att gå runt och gå upp längs den franska flottan. Det dåliga signalsystemet ledde däremot till förvirring och förseningar. Den brittiska fronten tog emot många skott från de bättre utrustade franska skeppen, medan de bakre skeppen i linjen, inklusive Byngs flaggskepp, inte lyckades komma inom räckvidd för att utnyttja kanonerna på ett effektivt sätt. Under slaget var Byng mycket försiktig och följde de vanliga stridssätten. Flera av hans skepp skadades allvarligt, även om inga skepp gick förlorade. Vid krigsråd med sina officerare kom Byng fram till att deras flotta inte skulle kunna slå fienden och därmed inte heller kunna undsätta garnisonen. Han gav därför order om att återvända till Gibraltar.

## Efterverkningar
Slaget hade kunnat räknas som oavgjort, men eftersom Byngs sida inte hade klarat av att pressa på för att undsätta garnisonen eller följa efter den franske flottan blev han hårt kritiserad. Brittiska amiralitetet, som troligen ville skyla över sin dåliga förberedelser inför slaget, åtalade Byng för att ha brutit mot krigsartiklarna genom att inte ha gjort allt han kunnat för att utföra sina order att undsätta garnisonen. Byng ställdes inför krigsrätt, befanns skyldig och dömdes till döden genom arkebusering. Avrättningen ägde rum den 14 mars 1757 på flaggskeppet Monarch vid hamnen i Portsmouth. 
Avrättningen av Byng beskrivs i romanen Candide av Voltaire. 
Trots det faktum att William Pitt hade en stark önskan om att ta tillbaka ön, skickades ändå ingen ny flotta för att återerövra ön under krigets gång. Den gavs till slut tillbaka till Storbritannien efter Parisfreden i byte mot Havanna och Manila.

## Skepp under slaget
Storbritannien
Sorterat efter order under slaglinjen:
1. Defiance 60
2. Portland 50
3. Lancaster 66
4. Buckingham 68/70 (flagg 2, RAdm Temple West)
5. Captain 64
6. Intrepid» 64
7. Revenge 64
8. Princess Louisa 60
9. Trident 64
10. Ramillies 90 (flagg 1)
11. Culloden 74
12. Kingston 60

och sex andra skepp, bland annat «Deptford» 48/50 och «Dolphin» 22
HMS «Dolphin» blev senare det första skeppet som seglade runt jorden två gånger. 
Frankrike
1. Orphée 64
2. Hippopotame 50
3. Redoutable 74
4. Sage 64 (Durevest)
5. Guerrier 74
6. Fier 50 (d'Herville)
7. Foudroyant 80 (flagg)
8. Téméraire 74
9. Content 64
10. Lion 64
11. Couronne 74
12. Triton 64 (Mercier)

och fem fregatter